# 繆雲台
繆 雲台（ぼく うんだい）は中華民国、中華人民共和国の政治家・官僚・実業家。雲南派の経済官僚で、政治的には無党派人士として活動した人物である。名は嘉銘で、公式に使用されるが、一般に号の雲台の方で呼ばれる。

## 事跡

### 米国留学から初期の活動
清末に昆明方言学堂英語班で学び、中華民国成立後に留学予備班に加入した。1913年（民国2年）6月、官費によりアメリカに留学する。カンザス州サウスウェスト大学、イリノイ大学、ミネソタ大学でいずれも冶金技術を学んだ。1918年（民国7年）卒業し、ニューヨークの鋼鉄会社に勤務した。
1919年（民国8年）10月に帰国して昆明に戻る。雲南省の統治者である唐継尭から箇旧錫務公司総理に任命された。繆雲台は新技術導入などに辣腕を振るい、不振に陥っていた錫務公司を立て直した。1923年（民国12年）11月、北京政府の農商総長李根源の招聘により、農商部検事、商標登録処処長等をつとめた。1924年（民国13年）、雲南省の富滇銀行会弁に任命される。
1928年（民国17年）5月、竜雲が雲南の統治権を掌握すると、繆雲台は省農鉱庁長に就任した。1930年（民国19年）秋、雲南省整頓金融委員会委員長となる。翌年夏、雲南勧業銀行総経理を兼任した。

### 雲南の経済官僚として
1932年（民国21年）冬、雲南煉錫公司総経理となる。繆雲台の指導の下、雲南の錫の品質は大幅に向上され、国際競争力を備えるに至った。1934年（民国23年）春、富滇銀行を改組した富滇新銀行の行長に就任した。繆は、それまでのアヘン中心の省金融体系を錫中心の金融体系へと変革した。さらに富滇新銀行が発行する紙幣の価値を強化することに成功している。同年12月に雲南全省経済委員会が設置されると、繆は常務委員会主任委員に任命され、省内産業の勃興・育成に貢献した。
以上のように、繆雲台は、金融・産業・経済の様々な分野で辣腕を振るい、竜雲による雲南統治の安定化を支援した。さらに、日中戦争の際に雲南省は、国民政府の抗戦を物資面で支えることになったが、これも繆の貢献によるところが大きい。
なお、繆雲台は、国民政府中央でも資源委員会委員、行政院政務委員などの一定の役職をつとめた。しかし、雲南省での活躍の方がより顕著である。政治的立場は無党派で、中国国民党・中国共産党の双方から距離を保っている。また、アメリカからも重要人物と目され、外交交渉の場にも立った。

### 戦後の活動
1946年（民国35年）1月、重慶で開かれた政治協商会議（旧政協）に、繆雲台は「社会賢達」（無党派人士）の身分で参加した。この際に繆は、国共内戦に反対する姿勢を明らかにした。前年に竜雲が失脚し、それを後継する形で雲南省政府主席に盧漢が任命されると、繆雲台は盧漢を支持した。1947年（民国36年）5月、繆雲台は雲南人民企業公司を設立して、国民政府中央の経済主体への対抗姿勢を明らかにする。このようにして、盧漢による「雲南モンロー主義」的な統治を後押しした。
1949年（民国38年）、盧漢が中華人民共和国に帰順すると、繆雲台は香港へ移住した。さらにアメリカ合衆国へ出国して、1955年に米国籍を取得した。しかし、米中関係が改善されるに従い、繆は帰国を望むようになる。1979年6月、米国籍を放棄して帰国した。
中華人民共和国でも、繆は経済の専門家として厚遇された。全国人民代表大会常務委員、同憲法改正委員、全国政治協商会議副主席、対外貿易経済部特約顧問、中国国際信託投資公司（CITIC）理事などを歴任している。
1988年9月3日、北京で病没。享年95（満94歳）。